# Ōjin Tennō
Ōjin Tennō (仲哀天皇?) (5 de enero de 200 (tradicional: Chūai 9/12/14) - 31 de marzo de 310 (Ōjin 41/2/15) fue el decimoquinto emperador del Japón, según el orden tradicional de sucesión.
Es el primer emperador histórico y fue deidificado como Hachiman, el guardián de los guerreros en el sintoísmo. El clan Hata lo consideraba como su kami guardián.
Según el Kojiki y el Nihonshoki,  el Emperador Ōjin fue el hijo de la Emperatriz Consorte Jingū y del Emperador Chūai. Como el Emperador Chūai murió antes de que naciera Ōjin, su madre se convirtió en la gobernante de facto. Ōjin nació en Tsukushi, en el regreso de su madre de la invasión a Corea y fue nombrado Príncipe Hondawake. Se convirtió en príncipe de la corona a los cuatro años y fue coronado en el 270 a la edad de 70 años y reinó por 40 años hasta su muerte en el 310, aunque ninguna de estas fechas acerca de su reinado tengan bases históricas. Vivió en dos palacios en lo que es actualmente Osaka. Fue el padre del Emperador Nintoku, su sucesor.